# Kostel svaté Anny (Jiřice u Miroslavi)
Kostel svaté Anny je římskokatolický chrám v obci Jiřice u Miroslavi v okrese Znojmo. Novorománský chrám z roku 1902 je farním kostelem jiřické farnosti. Je chráněn jako kulturní památka České republiky.

## Historie
Novorománský kostel byl postaven roku 1902 na místě kostela, který byl uváděn v pramenech již v roce 1387.

## Popis
Zařízení pochází z původního kostela, jde většinou o předměty z 18. století. Mešní kalich věnoval kostelu roku 1790 tehdejší duchovní správce Josef Seibert.
Monstranci pro jiřický kostel zhotovil v roce 1900 brněnský stříbrník Johann Hysam.